# Illart Zuazubiskar
Illart Zuazubiskar Gallastegi (Abadiano, 18 de fevereiro de 1990) é um ciclista profissional espanhol. Estreiou como profissional em 2009 no Orbea Continental. O seus melhores resultados, medalhas em campeonatos nacionais, conseguiu-os na modalidade de pista que costuma utilizar como treinamento invernal para a estrada. Na estrada seus resultados mais destacados têm sido o 12.º posto no Campeonato da Espanha Contrarrelógio 2012 e ser um dia líder no Tour de Gironde 2014 depois de vencer o Euskadi na contrarrelógio por equipas e ser ele o primeiro da sua equipa em cruzar a linha de meta.

## Palmarés
- 2012
  - 3.º no Campeonato da Espanha Perseguição 
  - 3.º no Campeonato da Espanha Perseguição por Equipas (fazendo equipa com Unai Elorriaga, Iban Leanizbarrutia e Asier Maeztu)

- 2013
  - 2.º no Campeonato da Espanha Perseguição

- 2014
  - 3.º no Campeonato da Espanha Perseguição 
  - 2.º no Campeonato da Espanha Perseguição por Equipas (fazendo equipa com Ander Alonso, Unai Elorriaga e Jon Irisarri) 
  - 2.º no Campeonato da Espanha Madison (fazendo casal com Unai Elorriaga)

- 2015
  - 2.º no Campeonato da Espanha Perseguição por Equipas (fazendo equipa com Ander Alonso, Gorka Etxabe e Jon Irisarri)

- 2016
  - 3.º no Campeonato da Espanha Madison (fazendo casal com Unai Elorriaga)

## Equipas
- Orbea Continental/Euskadi (2012-2014)
- Orbea Continental (2012)
- Euskadi (2013-2014)
- Eustrak-Euskadi (2016-2017)